# Ep (extended play)
Ep je debitantski prvenec formata EP skupine Pyroxene, izdan 21. aprila 2017 pri založbi Inverse Records.
Ep je konceptualni album štirih avtorskih pesmi, ki govorijo o vzponu vrhovnega poveljnika, Ognjenorojenega (Fireborn), o njegovih osvajanjih mest in dežel, o ritualih pod njegovo oblastjo in njegovih velikih vojn na Luni. Ta EP zagotavlja majhen vpogled v izročilo Ognjenorojenega, ustvarjalca sonc, ubijalca šibkih.
Glasba, ki sicer bazira na heavy metal ritmih, se prepleta z etno melodiko in temačnimi pridihi. Velikokrat je bila opisana kot nekakšen retro zvok ali nekaj kemičnega. Pyroxene pa so se tudi odločili, da v svoj Ep vključijo priredbo pesmi Electric Funeral skupine Black Sabbath, kot poklon njihovemu prispevku v glasbi.
Besedila pesmi je napisal Mate Hrovat, glasbo pa Kristjan Hacin. Le pri "Cleansed In Fire" sta glasbeno podlago ustvarila Kristjan Hacin in Andraž Kumar. Vse pesmi je produciral Damir Ibrahimkadić iz RTV Slovenija, izpilil pa Emir Mušić. Naslovnico albuma je izdelal Lenart Slabe.

## Seznam pesmi
- 1. »Fireborn« - 5:30
- 2. »Bullets Fly« - 3:45
- 3. »Cleansed In Fire« - 5:05
- 4. »Black Sabbath's Electric Funeral« (priredba) - 4:53
- 5. »Helium-3« - 5.25

## Zasedba
- Jan Tehovnik (vokal)
- Kristjan Hacin (solo kitara)
- Andraž Kumar (ritem kitara)
- Mate Hrovat (bas kitara)
- Domen Cizej (bobni)